# Ayerbe
Ayerbe je gradić u istočnoj Španjolskoj, u autonomnoj zajednici Aragoniji, provinciji Huesca. 

## Stanovništvo
Ima 1.112 stanovnika (podaci iz 2006.).

## Vanjske poveznice
- Reino de los Mallos
- www.ayerbe.es
- Himno a la Virgen de Casbas Fichero Audio (MID)